# Syariah (Malaisie)

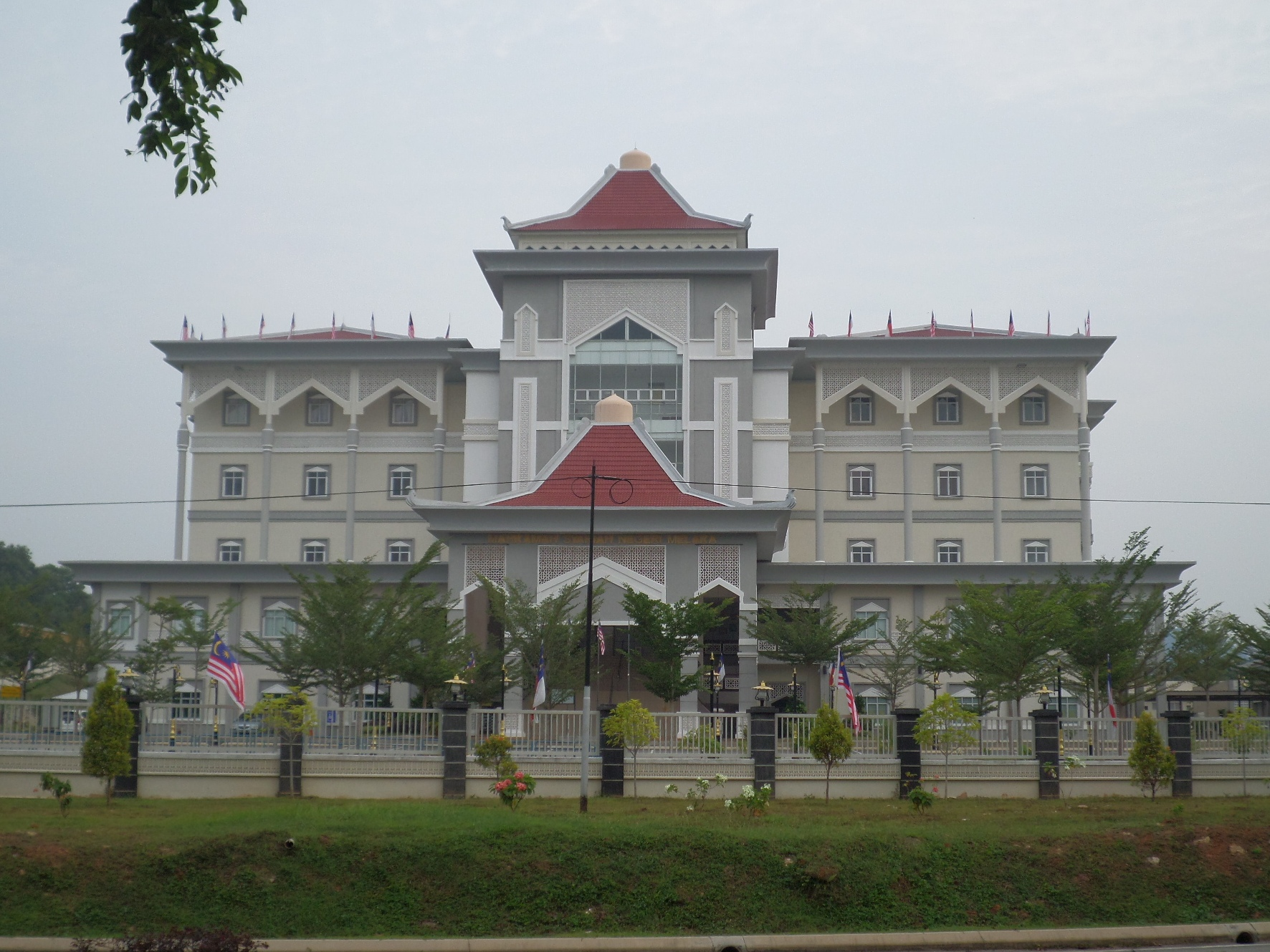
Tribunal de Syariah dans l'État de Malacca en Malaisie.

La Syariah (terme malais pour « charia ») est le droit islamique appliqué aux musulmans malaisiens dans certains domaines juridiques.

## Histoire

### Empire britannique
La colonisation britannique mène à un changement profond dans la manière dont la jurisprudence islamique est pensée et pratiquée en Malaisie. Le domaine d’application de la charia est réduit, et en même temps l’administration des normes islamiques devient un composant essentiel du nouveau pouvoir étatique colonial. Les élites malaisiennes négocient ces évolutions avec l’empire britannique. Trois procédés fondamentaux sont à repérer selon la chercheuse Iza Hussin (en) :
- la division du pouvoir judiciaire entre les élites locales et les élites coloniales,
- les efforts pour cerner l’islam et la jurisprudence islamique, et
- la transformation des élites musulmanes[1].

En particulier, les hommes au pouvoir en Malaisie britannique débattent beaucoup sur la réglementation des relations entre hommes et femmes – le mariage, l’héritage, les crimes sexuels. Les dirigeants locaux exigent davantage de lois, tandis que les administrateurs coloniaux préfèrent ne pas intervenir au nom du respect des coutumes. Ainsi, les interactions politiques entre hommes malais et britanniques ont conduit à plusieurs codifications de la jurisprudence islamique défavorables aux femmes.
Par rapport aux autres empires coloniaux, l’administration de la Malaisie britannique présente l’exception d’avoir encouragé les waqfs. En revanche, sur les questions d’héritage, les juges britanniques ont en partie appliqué les lois anglaises aux justiciables musulmans, de manière exceptionnelle.

## Compétences des tribunaux islamiques malaisiens
Il existe en Malaisie deux systèmes judiciaires qui cohabitent, la common law fédérale laïque et les tribunaux islamiques de la Syariah. 
La Syariah concerne uniquement les musulmans, elle est appliquée en matière de droit de la famille (mariage, héritage) et certaines infractions liées à l'islam (apostasie, habillement). Dans certains États, le pouvoir des tribunaux islamiques s'étend également à l'application d'un code pénal islamique (État du Kelantan depuis 1993), mais ce pouvoir se limite à infliger des amendes d'un montant maximal de 5000 RM et/ou à  6 coups de canne, et à des emprisonnements qui n'excèdent pas les 3 ans ,.
L'article 75 de la Constitution dispose que le common law fédérale laïque prévaut sur les lois des États contraire, comme la Syariah.
En Malaisie, la race et la religion sont inscrites sur la carte d’identité.

### Affaire Lina Joy
En 1998, Lina Joy, une musulmane malaisienne convertie au christianisme a attaqué en justice l'État malaisien pour qu'il reconnaisse son droit à changer de religion. Mais la cour constitutionnelle avait refusé de modifier son nom ou son statut religieux tels qu’ils apparaissaient sur sa carte d’identité au motif que le tribunal de la charia ne lui avait pas accordé l’autorisation de renoncer à l’islam.  La cour a réservé aux tribunaux islamiques le droit exclusif de décider si un musulman pouvait quitter l'islam pour une autre religion.

## Politique contemporaine
À partir des années 80, notamment sous l’impulsion de Mahathir Mohamad et du mouvement reformasi (en) d’Anwar Ibrahim, les tribunaux religieux de Malaisie gagnent en importance, deviennent plus indépendants et se bureaucratisent. Selon la politiste Kikue Hamayotsu, cette expansion est due à une alliance entre les élites religieuses et les élites politiques. À cause de la division en deux juridictions héritée de l’époque coloniale, le débat public en Malaisie a tendance à construire une opposition entre la culture juridique libéraliste et celle islamique.

## Sociologie
En 2010, pour la première fois, deux femmes sont officiellement nommées juges dans des tribunaux charaïques. En 2016, elles sont dix au niveau national.